# Denain
Denain és un municipi francès, situat al departament del Nord i a la regió dels Alts de França. L'any 2006 tenia 20.339 habitants. Limita al nord-oest amb Hélesmes, al nord amb Wallers i Haveluy, al nord-est amb Oisy (Nord), a l'oest amb Escaudain, a l'est amb Wavrechain-sous-Denain, al sud-oest amb Lourches, al sud amb Douchy-les-Mines i al sud-est amb Haulchin.

## Demografia
| Evolució de la població Ehess i INSEE |      |       |       |       |       |       |       |       |
| 1793                                  | 1800 | 1806  | 1821  | 1831  | 1836  | 1841  | 1846  | 1851  |
| -                                     | 927  | 1 057 | 1 262 | 1 601 | 3 200 | 5 144 | 7 272 | 8 691 |

| 1856  | 1861   | 1866   | 1872   | 1876   | 1881   | 1886   | 1891   | 1896   |
| ----- | ------ | ------ | ------ | ------ | ------ | ------ | ------ | ------ |
| 9 496 | 10 254 | 11 022 | 12 330 | 14 419 | 17 202 | 17 832 | 18 258 | 19 916 |

| 1901   | 1906   | 1911   | 1921   | 1926   | 1931   | 1936   | 1946   | 1954   |
| ------ | ------ | ------ | ------ | ------ | ------ | ------ | ------ | ------ |
| 23 204 | 24 564 | 26 800 | 23 472 | 26 868 | 27 767 | 26 478 | 24 908 | 27 449 |

| 1962   | 1968   | 1975   | 1982   | 1990   | 1999   | 2006 | 2011 | 2016 |
| ------ | ------ | ------ | ------ | ------ | ------ | ---- | ---- | ---- |
| 29 467 | 27 973 | 26 204 | 21 825 | 19 544 | 20 360 | -    | -    | -    |

| 2019 | - | - | - | - | - | - | - | - |
| ---- | - | - | - | - | - | - | - | - |
| -    | - | - | - | - | - | - | - | - |

## Història
Denain pertanyia a la família Ostrevent durant l'Edat Mitjana i d'aquesta època (segle x) daten els primers documents que mencionen a la població. Hugues II canvià el patronímic, i passà a dir-se Huges II de Deanin per reflectir aquest domini sobre la regió, títol que conservarien els seus descendents.
A Denain es va dur a terme la batalla homònima dins la guerra de Successió espanyola. Després d'aquest enfrontament, amb victòria francesa després de diverses derrotes seguides, es va negociar una pau parcial. El líder francès era Marchal Villars, que va matar 18000 soldats austríacs amb només 5000 baixes franceses.

## Administració
| Període   | Identitat      | Partit |
| --------- | -------------- | ------ |
| 1983-2001 | Arthur Brabant | PCF    |
| 2001-     | Patrick Roy    | PS     |

## Cultura
La ciutat va veure néixer Jules Mousseron, poeta picard i pare de Cafourgnette, un heroi fictici que ha estat adaptat als dibuixos animats.